# Lulu (opera)
Lulu är en tysk opera i tre akter med musik och text av Alban Berg. Librettot baseras på två teaterstycken Jordanden (Erdgeist) och Pandoras askar (Die Büchse der Pandora) av Frank Wedekind.

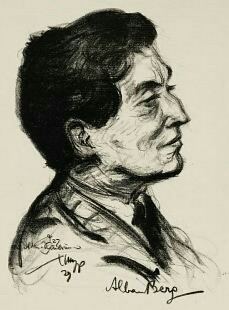
Alban Berg

## Historia
Det skulle gå två år efter Alban Bergs framgång med Wozzeck innan han beslöt sig för att skriva ännu en opera. Som underlag valde han mellan en pjäs av Gerhart Hauptmann och Wedekinds båda tragedier om Lulu, men förhandlingarna med Hauptmann drog ut på tiden och då bestämde han sig för Der Erdgeist och Die Büchse der Pandora, som han själv bearbetade till ett libretto. Arbetet med musiken började 1928 men gick endast långsamt framåt, dels därför att Berg hade många andra förpliktelser, dels därför att han stötte på kompositionstekniska problem med utformningen av tolvtonsserierna.
I början av 1934 var Berg nästan färdig med själva kompositionen, men han avbröt arbetet och ägnade sig istället åt sin violinkonsert. Alban Berg hade bara fullbordat de två första akterna före sin död på julafton 1935. Tredje akten fanns bara skissad och med bara cirka 200 takter musik. Hans änka Helene försökte övertala både Anton Webern och Arnold Schönberg att fullborda verket men de avböjde. Urpremiären 1937 blev alltså en nödlösning där man nöjde sig med att uppföra de båda första akterna och slutade med en film, som skildrade Lulus vidare öden, samt de symfoniska avsnitt ur Lulu som Berg hade utarbetat 1934 då han förstod att det skulle dröja med uruppförandet av politiska skäl. På grund av hans änka Helenes vilja har den tredje akten inte kunnat fullbordas förrän efter hennes död 1976. Friedrich Cerha fick i uppdrag att orkestrera akten. Operan tillhör de mest stilbildande under 1900-talet och har påverkat flera tonsättare. Operan har en mycket stark handling, utanför gränslandet för borgerlig moral, och har ett rykte om sig att drabbas av skandaler.

### Lulu
Vem är egentligen Lulu? Vi får nästan inte veta någonting om hennes barndom och härkomst. Samtliga män ger henne ett annat namn. Hos Wedekind kallas hon av medicinalrådet för Nelly (i operan är han extremt fåordig). För målaren är hon Eva, för dr Schön Mignon. Namnet Lulu lär hon ha fått av Schigolch. I varje scen framträder hon i nya kläder, ibland skall hon rent av genomföra flera snabba klädbyten. Hon presenterar sig också i de mest skilda uppenbarelser. Man skulle kunna kalla henne för den eviga kvinnan, som behärskar männen men som till sist blir deras offer. Detta framhävs särskilt tydligt i Bergs opera. Lulus tre sista kunder skall vara identiska med medicinalrådet, dr Schön respektive målaren. Det är en gåta varför Lulu förlorar sin dragningskraft i tredje akten. Hon har varken blivit särskilt mycket äldre eller förlorat sin skönhet. Men hennes förmåga att trollbinda är försvunnen.

### Tolvtonsmusik

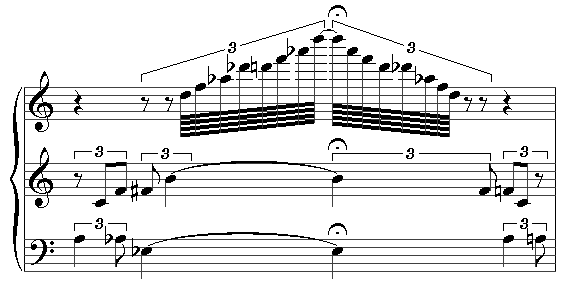
Exempel på palindrom eller spegelmusik ur Lulu. Musiken till filmsekvensen ur akt II är en exakt palindrom - den ser likadan ut från början som från slutet. Här mittsektionen där musiken vänder.

Alban Bergs andra opera är komponerad i enlighet med den tolvtonsteknik som hans lärare och vän Arnold Schönberg utarbetade i början av 1900-talet. Även om Berg tidigare vid flera tillfällen hade använt sig av tolvtonsserier (Wozzeck), övergick han endast gradvis till att använda sig av Schönbergs metod och sökte redan från början efter egna lösningar, där han inte strikt följde Schönbergs regler. I operan Lulu skapade han ett system med flera grundserier, ur vilka han sedan avledde nytt material. Var och en av operans rollgestalter har en egen serie. Särskilt karakteristisk är den serie som han gav Geschwitz, eftersom den domineras av kvintintervall. Men även andra medel bidrar naturligtvis till karakteriseringen, särskilt klangfärgen. Vibrafonen är till exempel förknippad med Lulu, medan atleten utmärks av tonkluster för piano.

### Premiär
De två första akterna hade premiär på Stadttheater Zürich 2 juni 1937 under ledning av Robert Denzler och regi av Karl Schmidt-Bloss. Alla tre akterna uppfördes första gången 24 februari 1979 på Paris Opéra under ledning av Pierre Boulez och regi av Patrice Chéreau.
Första uppföranded i Sverige ägde rum på Stockholmsoperan med premiär den 18 februari 1977. Treaktsversionen sattes upp på Göteborgsoperan med premiär den 13 april 2002 under ledning av B. Tommy Andersson.

## Personer
- Lulu (sopran)
- Grevinnan Geschwitz (alt)
- En påkläderska (alt)
- En gymnasist (mezzosopran)
- Medicinalrådet dr Goll (talroll)
- Bankiren (basstämma)
- Professorn (stum roll)
- Målaren (tenor)
- Dr. Schön (baryton)
- En djurtämjare (baryton)
- Alwa, dr. Schöns son (tenor)
- Schigolch, en gammal man (bas)
- Prinsen, upptäcktsresande i Afrika (tenor)
- Teaterdirektören (bas)
- Kammartjänare (tenor)

## Handling
Operans första och andra akt utspelar sig i en tysk storstad, tredje akten i Paris och London i slutet av 1800-talet.
Inledning: En djurtämjare bjuder in publiken för att besöka hans menagerie. Bland djuren i hans samling återfinns dr Schön (tiger), Alwa (apa), Schigolch (mask), medicinalrådet (reptil), grevinnan Geschwitz (krokodil) samt den oemotståndliga och destruktiva femme fatale Lulu (orm).
Akt 1
Scen 1
Lulu är hustru till den äldre läkaren dr Goll samt älskarinna till dr Ludwig Schön (en tidningsredaktör). Lulu har vuxit upp hos dr Schön, och denne har försökt frigöra sig från sitt begär till Lulu genom att gifta henne med dr Goll. En målare som målar en bild av Lulu som Pierrot, förförs av hennes skönhet. Dr Schön, vars älskarinna Lulu tidigare har varit, och dennes son Alwa beskådar arbetet. Sociala förpliktelser tvingar dem att lämna målaren och modellen ensamma. Målaren fascineras av Lulu och gör närmanden. Just då kommer dr Goll hem och överraskar dem båda och dör därvid av en hjärtattack.
Scen 2
Oberörd av händelsen får Lulu ärva rikedomen och ställer in sig på livet som rik änka. När målaren frågar efter hennes moralprinciper blir svaret "jag vet inte" på alla frågor. Lulu gifter sig med målaren och uppmuntrar honom i hans karriär. Dr Schön dyker upp för att berätta om sitt planerade giftermål med en annan kvinna och samtidigt vill han avsluta kärleksförhållandet med Lulu. Gamlingen Schigolch besöker Lulu då och då. Han är hennes förste man och kanske hennes far. Doktorn och Lulu börjar gräla. När han inser att målaren inte håller så noga reda på sin hustru berättar han för målaren om Lulus mörka bakgrund varvid denne (målaren) begår självmord i rummet intill (En av Alban Bergs mest musikdramatiska scener, när självmordsstönen hörs därinifrån förstår de vad som händer och förtvivlat ropas det: "Hast Du kein beil in die Küche?" och när yxan kommer fram "Du muss es kräftiger fessen..." De bryter sig in i rummet, men för sent).
Scen 3
Dr. Schön ordnar arbete åt Lulu som danserska på en teater i hopp om att bli fri från henne. Tack vare hennes popularitet blir en av Alwas pjäser en stor framgång. Bland åskådarna befinner sig dr Schön och hans fästmö. Men Lulu spelar ut situationen mot honom. Hon låtsas svimma på scenen och komprometterar därigenom sin mecenat. Sedan spelar hon ut sitt sista trumfkort: Hon har funnit en friare som vill föra henne med sig till Afrika. Dr Schön blir skräckslagen inför det oåterkalleliga i ett dylikt beslut. Lulu dikterar sina önskemål för dr Schön. Han skall bryta förlovningen per brev och sedan gifta sig med Lulu.
Akt 2
Scen 1
Lulu har blivit dr Schöns hustru, men denne har tappat intresse för henne och ägnar sig i stället åt börshandel. Ett brokigt persongalleri dyker upp. Schigolch (en trolig fader till Lulu) har inrättat sig i huset. Den lesbiska grevinnan Geschwitz uppvaktar Lulu. En atlet och en gymnasist uttrycker båda sitt begär för Lulu. Lulu förför dr Schöns son, Alwa, som inte är sen att acceptera inbjudan. Schön har kommit hem och avlyssnar deras samtal. Samtidigt upptäcker han de andra beundrarna som har gömt sig i huset. Förtvivlad över situationen ger dr Schön en revolver till Lulu och vill tvinga henne att ta sitt liv. I nödvärn riktar hon i stället revolvern mot sin make och skjuter hon honom. Alwa överlämnar Lulu till polisen. 
Förvandling (Filmintermezzo): Lulu fängslas och döms för mord men lyckas med grevinnans hjälp fly från fängelset under en koleraepidemi. Grevinnan stannar kvar i fängelset i hennes ställe och Lulu och Alwa flyr till Paris.
Scen 2
Schigolch, atleten och Alwa har bistått Geschwitz och förberett allt för flykt ur landet. Lulu återvänder till fängelset, men är försvagad av sjukdom. Atleten vill ha henne med utomlands men när han ser hennes utseende blir han förskräckt och drar sig tillbaka. Alwa övertar faderns roll som hennes beskyddare trots att hon har dödat hans far.
Akt 3
Scen 1
Lulu är på flykt i Paris. I sällskap med atleten Rodrigo och Schigolch bor Alwa och Lulu i en lyxvåning. De håller en fest där man äter och dricker och spelar kort i fast förvissning om att aktiekurserna hela tiden stiger. Lulu har träffat en markis. Men denne är kvinnohandlare och har sålt henne till Kairo. När hon vägrar utlämnar han henne till polisen. Varken Alwa eller Geschwitz kan hjälpa henne. En börskrasch har ruinerat Alwa och Geschwitz använder sina pengar för att befria Lulu. När polisen förflyttar Lulu byter hon kläder med en tjänsteflicka och flyr utan att bli igenkänd. Alwa följer med henne.
Scen 2
I London. Lulu, Alwa och Schigolch lever utan en penny i London. De är fullständigt utfattiga. Schigolch skickar ut Lulu på gatan och hon försörjer dem genom att sälja sex till män hon finner i hamnkvarteren. Den första kunden, en bibelsprängd professor som är en musikalisk reinkarnation av medicinalrådet, ger henne oförskämt lite pengar och får i gengäld rikligt med kärlek. Grevinnan Geschwitz ansluter sig till den utarmade trion, men inte heller hon har kunnat uppdriva några pengar. Hon har med sig ett porträtt av Lulu. Hon är alltjämt betagen av Lulu men beslutar sig för att återvända till Tyskland och bli kvinnosakskvinna. Lulus nästa kund, en afrikan som är en musikalisk reinkarnation av målaren, vägrar betala i förskott. Alwa griper in och vill misshandla mannen men blir själv dödad. Schigolch ger sig av. Geschwitz stannar kvar. När Lulu möter sin tredje kund tvingas hon betala dyrt. Kunden är Jack Uppskäraren som mördar Lulu. I förbifarten tar han även livet av grevinnan Geschwitz. Hennes sista tankar gäller Lulu.